# Ellingsenius perpustulatus
Ellingsenius perpustulatus är en spindeldjursart som beskrevs av Beier 1962. Ellingsenius perpustulatus ingår i släktet Ellingsenius och familjen tvåögonklokrypare. Inga underarter finns listade i Catalogue of Life.